# 3,4-二氨基吡啶
3,4-二氨基吡啶（缩写3,4-DAP，或简称为二氨吡啶，Amifampridine）是一种有机化合物，分子式C5H7N3，常温常压下为浅黄色或者浅棕色晶体，用于治疗藍伯－伊頓肌無力症候群（LEMS）。